# Tajo
 Ovo je glavno značenje pojma Tajo. Za druga značenja pogledajte Tajov.
Rijeka Tajo (hrvatski izgovor Taho, portugalski: Tejo, latinski: Tagus) duga je 1008 km i najduža je rijeka Pirenejskog poluotoka. Izvire na 1593 m nadmorske visine u istočnoj Španjolskoj u provinciji Teruel. Otuda teče zapadno Pirenejskim poluotokom i protječe oko 40 km južno od Madrida, te kroz sljedeće španjolske gradove: Aranjuez, Toledo, Talavera de la Reina i Alcántara, kao i kroz portugalski grad Santarém. Ulijeva se pored Lisabona u Atlantik.
Najveći most preko ove rijeke je most Vasco da Gama, dug 17,2 km. Nekoć je to bio najduži most u Europi.

## Vanjske poveznice
|  | Zajednički poslužitelj ima još gradiva o temi Tajo |